# Ебігейл Тордофф
Ебігейл Тордофф (англ. Abigail Tordoff; нар. 18 липня 1979) — колишня британська тенісистка.
Найвищу одиночну позицію світового рейтингу — 242 місце досягла 17 серпня 1998, парну — 305 місце — 21 червня 1999 року.

## Фінали ITF
| турніри $25,000 |
| турніри $10,000 |

### Одиночний розряд (1–3)
| Результат | Ранг | Дата          | Турнір                     | Покриття   | Суперниця       | Рахунок  |
| --------- | ---- | ------------- | -------------------------- | ---------- | --------------- | -------- |
| Поразка   | 1.   | 2 жовтня 1995 | Ноттінгем, Велика Британія | Тверде (i) | Саманта Сміт    | 4–6, 2–6 |
| Перемога  | 1.   | 8 лютого 1998 | Стамбул, Туреччина         | Килим (i)  | Адрієнн Хегюдюш | 6–3, 6–3 |
| Поразка   | 2.   | 7 червня 1998 | Анталія, Туреччина         | Тверде     | Сандра Де Сілва | 4–6, 3–6 |
| Поразка   | 3.   | 9 серпня 1998 | Лексінгтон (Кентуккі), США | Тверде     | Жулі Пуллен     | 4–6, 4–6 |

### Парний розряд (1–1)
| Результат | Ранг | Дата            | Турнір                  | Покриття   | Партнерка      | Суперниці                         | Рахунок  |
| --------- | ---- | --------------- | ----------------------- | ---------- | -------------- | --------------------------------- | -------- |
| Поразка   | 1.   | 9 лютого 1998   | Фару, Португалія        | Тверде     | Софія Празеріс | Нікола Гюбнерова Алена Пауленкова | 2–6, 2–6 |
| Перемога  | 1.   | 25 вересня 2000 | Глазго, Велика Британія | Тверде (i) | Анна Говкінс   | Джулія Сміт Тедзука Ремі          | 6–2, 6–2 |